# Torre di Baroncoli

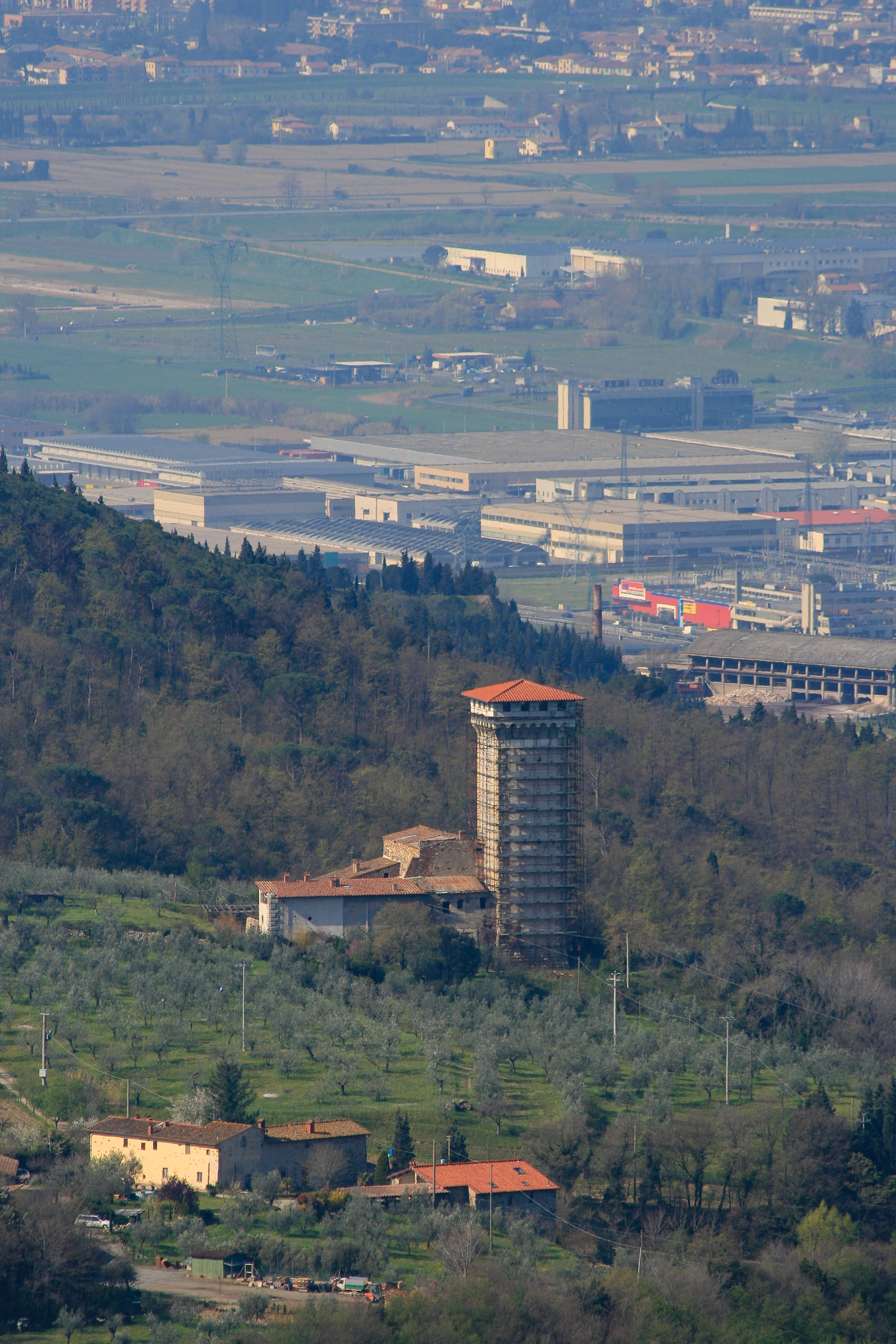
Torre di Baroncoli

Il complesso architettonico denominato Torre di Baroncoli si trova nella località di Baroncoli, nel territorio comunale di Calenzano, in provincia di Firenze, su una collina alle pendici del Monte Morello, a un’altezza di 222 m sul livello del mare. L’insieme è stato dichiarato di notevole valore artistico dalla Regia Soprintendenza ai Monumenti di Firenze nell’anno 1913, vincolo successivamente reiterato dal Ministero per i Beni e le Attività Culturali per le sue caratteristiche artistiche, storiche e strutturali. Esso difatti rappresenta uno degli esempi più significativi di villa fortilizia nell’area suburbana fiorentina e di particolare importanza in quanto ha conservato molti dei suoi caratteri originari.			
La caratteristica più rilevante del suo impianto si identifica nella trasformazione rinascimentale di un edificio probabilmente medievale, il cui progetto è stato attribuito all’architetto fiorentino Baccio d’Agnolo su commissione di Carlo de’ Ginori il Vecchio agli inizi del XVI secolo quando fu nominato Confaloniere di Giustizia a Firenze. Questi volle dotarsi, come coronamento della propria posizione di potere nello scenario fiorentino, di una residenza vasta e signorile, espressione di un’architettura che cercava nuovi moduli stilistici e un armonioso inserimento nel paesaggio. Il gusto e il senso della natura, esaltati dall’Umanesimo e dal Rinascimento, portarono ad una soluzione rappresentativa dell’arte cinquecentesca: la Torre di Baroncoli non viene eretta con finalità militari, ma come dimostrazione di una nuova raffinatezza estetica e di prestigio signorile.
La Villa di Baroncoli, con la sua Torre, fu così costruita in luogo soleggiato in armonioso dialogo con il paesaggio circostante; essa, ben visibile da lontano per l’alta torre che la caratterizza, è costruita in posizione aperta e dominante sulle pendici occidentali del Monte Morello in direzione Sommaia, a mezza costa della valle che discende verso il colle di San Donato. Essa corrisponde alla scelta individuale di nobiltà e signorilità esaltata dalla cultura del Rinascimento. In conformità alle trasformazioni operate dal progetto di Baccio d'Agnolo, che indicò alcune soluzioni architettoniche come il loggiato, il verone e il cortile - elementi costanti delle ville suburbane del suo tempo. Villa di Baroncoli ancora oggi è costituita da un edificio principale a pianta rettangolare, un lato del quale è la torre, dai resti di un loggiato con sovrastante verone nel lato a sud e da alcuni locali accessori sul lato che guarda ad est. Un portale immette dal salone a ciò che resta del loggiato: l'architrave in alberese, che lo sormonta, presenta al centro un piccolo scudo a testa di cavallo, ai lati le quattro iniziali latine dei due sposi separati fra loro dagli emblemi araldici delle due famiglie patrizie: le ‘stelle’ per i Ginori, i ‘papaveri’ chiusi per i Bartolini.
Nel prospetto ovest, costituito da un lato della torre e dalla facciata lunga ed omogenea scandita da finestre e portali, la quarta finestra in pietra alberese si apre con una bifora architravata bramantesca. La facciata sud è quella che vanta una composizione più articolata, adornata dai resti del loggiato ed è senza dubbio la più fedele allo stile rinascimentale del progetto originario di Baccio d'Agnolo, dove il loggiato e il verone sovrastante circondavano da due lati il giardino arricchito da una fontana posta al centro.	
Il complesso fu completato tra il 1523 e il 1527, anno della morte di Carlo e della moglie Cassandra per un'epidemia di peste, dato che per la successione fu redatto un inventario completo delle masserizie della villa che testimonia come fosse già ben ammobiliata e sicuramente usata dalla famiglia come una tipica residenza rinascimentale del contado. Quale dimostrazione della grandiosità del complesso è da notare che nel testamento la villa venga definita Palazzo.
Lo storico Jacopo Nardi narra come ne l’anno 1527, sul colmo dell’atrocissima peste di Fiorenza, si recò a visitare Filippo Strozzi, rifugiatosi a Baroncoli, villa molto solitaria di Carlo Ginori, ove egli (Filippo) con la donna (Clerice de’ Medici) aveva fuggito quella pericolosa contagione. Insieme a questi vi era anche Giovanni Bandini, con li suoi cavalli e servitori che abitava familiarmente e domesticamente con lui nella medesima casa, senza rispetto alcuno del pericolo della pestilenza18. Il padrone di casa invece, Carlo Ginori, si trovava con la moglie a Lucca e nell’agosto 1527 scrive infatti alla Magnifica et hornada Madonna comare (Clerice de’Medici) per informarsi se ha trovato la casa in ordine, sollecitarla a usarla come fosse sua e consigliarle di non far entrare persone sconosciute, né fidarsi di alcun contadino dato lo stato di emergenza.
La Torre di Baroncoli e la villa, nonostante alcune alterazioni interne ed esterne, ci sono pervenute abbastanza integre; si trovano oggi in stato di necessario rinnovamento, a eccezione dell'ala nord-est che è abitata e ha visto parziali interventi di restauro operati negli ultimi decenni.
Il comune di Calenzano, feudo nel Medioevo dei Conti Guidi e in possesso successivamente di potenti famiglie del contado fiorentino come i Cavalcanti, i Ginori e i Bonaccorsi, un tempo era un piccolo centro parzialmente fortificato su due piccole colline addossate ai monti della Calvana e alle pendici del Monte Morello. Nel corso del tempo il centro abitato si è lentamente esteso lungo l’antica strada militare per Barberino del Mugello fino a quando, dalla metà del XX secolo, tale espansione conobbe un rapido accrescimento, conseguenza della nuova crescita industriale e residenziale, facilitata anche dalla vicinanza del casello autostradale che favorendo l'insediamento di complessi industriali ha modificato profondamente il territorio circostante, alterandone la struttura agricola.
L’area dove sorge l’immobile gode dunque ancora degli aspetti più tipici del paesaggio toscano, la Torre è difatti circondata da uliveti e campi coltivati coronati da fitti boschi di querce, pini e cipressi con anche però il dato positivo di conferirgli un buon collegamento, il complesso, difatti, si trova a 3 km di distanza dallo svincolo Calenzano-Sesto Fiorentino dell’Autostrada del Sole e dell’Autostrada Firenze-Mare oltre che a meno di 10 km di distanza dall’aeroporto Amerigo Vespucci di Firenze.